# Smittia akanduodecima
Smittia akanduodecima is een muggensoort uit de familie van de dansmuggen (Chironomidae). De wetenschappelijke naam van de soort is voor het eerst geldig gepubliceerd in 1987 door Sasa & Kamimura.